# あみたん娘
あみたん娘（あみたんむすめ、AMITANMUSUME）は、富山県高岡市の観光大使を務めるPRマスコットキャラクターである。キャラクターデザインは同市出身のアニメーター・松原秀典。

## 概要
2011年、高岡市民の有志で結成されたたかおか観光戦略ネットワーク「TR@P」（トラップ、Takaoka Real Attraction Project）が、同市出身のアニメーター・松原秀典にキャラクターデザインを依頼し、TR@Pの部会長が松原の富山県立高岡工芸高校の同級生である縁からプロジェクトが始動した。
2012年2月24日より高岡市美術館で開催された「松原秀典原画展」にて、高岡市の新たなる観光大使「あみたん娘」が発表された。
その後、西日本旅客鉄道（JR西日本）氷見線・城端線でのラッピング車両や、高岡駅南北自由通路「万葉ロード」のタペストリー、高岡七夕まつりのポスターなどに起用された。
2013年3月より公募で選ばれたカノンとセシルの公式コスプレイヤーが活動を開始し、市内のイベントや全国各地の萌えキャライベントに参加。
同年から2015年まで、毎年公式コスプレイヤーのコンテストが開催された。
2013年8月、カノン役の声優に山本希望、セシル役の声優に女優のエリザベス・マリーが起用されることが発表された。同時に、あみたん娘のMMDモデルが発表された。また、同年には携帯電話ゲーム『パズル&ドラゴンズ』の高岡市コラボダンジョンのキャラクターにも起用された。
2014年1月より2015年2月まで、富山新聞と読売新聞北陸版にて小説が2紙同時連載された。連載終了後にPHP研究所より単行本として『あみたん娘 きときとNOVELS』が発売された。同年8月からは北陸中日新聞にて4コマ漫画が連載された。
2014年11月、CDアルバム『あみたん娘 The First　-TAKAOKA きときと SONGS-』が同年12月10日に発売されることが発表された。また、阿弥貴役の声優に森久保祥太郎が起用されることも発表された。
2015年1月15日、萌えキャラ学会の正会員となった。
株式会社ハンクルズが調査する、ご当地キャラクター人気ランキングでは、ゆるキャラを含む総勢4390体あまりに及ぶキャラクターの中で、全国10位（富山県下2位）を記録している（2022年10月7日時点）。

## キャラクター
あみたん
- 声：山本希望
- 趣味：坐禅
- 特技：宙に浮ける
- 好きなもの：人々の笑顔・お身ぬぐい
- 苦手なもの：歩きまわること・活気のないところ
- 身長：40cm

力を失ったとされる高岡大仏の化身。高岡に活気が戻ると本来の姿である「阿弥貴」に戻る。小さくなって本来の力を発揮できない自分の代わりに高岡のまちを明るく元気にしてもらうため、2人の小学生かのん・せしるに力を与える。
阿弥陀如来が名前の由来。
阿弥貴（あみたか）
- 声：森久保祥太郎
- 趣味：坐禅
- 好きなもの：人々の笑顔・お身ぬぐい
- 苦手なもの：歩きまわること・活気のないところ
- 身長：180cm

あみたんの本来の姿。高岡に活気が戻ると本来の姿に戻る。かなりのイケメンである。
かのん・カノン
- 声：山本希望
- 趣味：スポーツ・体を動かすこと
- 特技：ダンス
- 好きなもの：お祭り・賑やかなところ・ケーキ・アイスクリーム
- 苦手なもの：計算・虫・じっとしていること
- 身長：138cm（変身前）→162cm（変身後）

高岡に住む小学校5年生の女の子。明るく活発で、好奇心旺盛。じっとしているのが苦手で、思い立ったら即行動するタイプ。あみたんの力によって、あみたん娘・カノンに変身する。
阿弥陀三尊の脇侍である観音菩薩が名前の由来。
せしる・セシル
- 声：エリザベス・マリー
- 趣味：旅行・アニメを見ること
- 特技：写真・絵を描くこと
- 好きなもの：美しい景色・あんみつ・たいやき
- 苦手なもの：早起き・雷・おばけ
- 身長：136cm（変身前）→158cm（変身後）

高岡に住む小学校5年生の女の子。面倒見がよく、落ち着いて考えてから行動するタイプ。天然ぽいところもあるが、本人は全く気付いていない。あみたんの力によって、あみたん娘・セシルに変身する。
阿弥陀三尊の脇侍である勢至菩薩が名前の由来。

## 年表
- 2011年11月2日 高岡市長記者会見にて、TR@Pプロジェクトの始動を発表
- 2012年
  - 2月24日 高岡市美術館にて松原秀典原画展が開幕し、高岡市の新しい観光大使「あみたん娘」が発表される
  - 6月1日 あみたん娘ショートストーリーコンテストを開催
  - 7月20日 高岡駅南北自由通路「万葉ロード」に、あみたん、カノン、セシルの懸垂幕を設置
  - 10月14日 JR氷見線と城端線のあみたん娘ラッピング列車が運行開始
- 2013年
  - 3月3日 1周年記念イベント「目指せアニメ化!1st Anniversary festa」がウイング・ウイング高岡で開催され、松原秀典と声優の平松晶子によるトークショーや、カノン・セシルの公式コスプレイヤーコンテストの表彰式＆お披露目会などが行われる。また、脚本家・酒井直行による小説化決定も発表された[6]
  - 8月3日 高岡七夕まつり内のステージにて、セシル役の声優に決まったエリザベス・マリーが登場し、カノン役の声優に山本希望が起用されることも発表。また、あみたん娘のMMDモデルも発表された
  - 9月22日・9月23日 ゲームアプリ「パズル&ドラゴンズ」にて高岡市コラボダンジョンが2日間連続で登場し、あみたん娘がキャラクターのひとつとして起用される[7]
- 2014年
  - 1月11日 富山新聞にて小説『あみたん娘 The NOVEL』が連載開始。また、1月13日には読売新聞北陸版にて『高岡市役所あみたん課』が連載開始
  - 3月2日 2周年記念イベント「―私たちの声を届けたい―　あみたん娘 2nd Anniversary festa」がウイング・ウイング高岡で開催され、声優の山本希望とエリザベス・マリーによるトークショーなどが行われる
  - 7月9日 富山新聞社によるあみたん娘ラッピングバスが加越能バスによって運行開始
  - 8月22日 北陸中日新聞にて4コマ漫画『中日あみたんタイムズ高岡支局』が連載開始
  - 9月21日 カノンとセシルの公式コスプレイヤーが、高岡警察署の一日署長に就任
  - 11月25日 CDアルバム『あみたん娘 The First　-TAKAOKA きときと SONGS-』が12月10日より発売されることが発表され、また、阿弥貴役の声優に森久保祥太郎が起用されることが発表される
- 2015年
  - 3月19日 2誌で連載されていた新聞小説が、『あみたん娘きときとNOVELS』として単行本化
  - 5月17日 イオンモール高岡にて開催された「ガンホーフェスティバル2015」に、カノンとセシルの公式コスプレイヤーが出演
  - 8月28日 NHK富山放送局80周年記念番組『富山改良計画!? 〜こんなとやまがいい感じ〜』に、カノンとセシルの公式コスプレイヤーが番組アシスタントとして出演
  - 9月9日 - 11月10日 文苑堂Presents あみたん娘イラストコンテストが開催
  - 12月6日 あみたん娘イラストコンテスト表彰式が文苑堂書店福田本店で開催され、表彰式のほかに松原秀典のトークショーやサイン会などが行われる
- 2016年
  - 3月1日 ゲームアプリ「パズル＆ドラゴンズ」の高岡市コラボダンジョンが、常設化される
  - 3月20日 あみたん娘ファーストライブがウイングウイング高岡にて行われる

## 公式コスプレイヤー
| 名前       | よみ           | ニックネーム     |
| ---------- | -------------- | ---------------- |
| 岡村英莉   | おかむらえり   | おかえり         |
| 梶礼美菜   | かじれみな     | かじれみ         |
| 空野青空   | そらのあおぞら | あおにゃん       |
| 水川瑠乃   | みずかわるの   | るのるん         |
| 卒田冴     | そつださえ     |                  |
| 高岡由季   | たかおかゆき   |                  |
| 小村れい   | こむられい     |                  |
| 比奈森のあ | ひなもりのあ   | のあち、のあゲソ |
| 結月こころ | ゆづきこころ   | こころん         |
| 陽向あおい | ひなたあおい   | あおたん         |
| 咲蘭こむぎ | さくらこむぎ   |                  |
| 五月もこな | さつきもこな   |                  |
| 猫依夏帆   | ねこいかほ     |                  |

＊2018年度公式コスプレイヤー